# Böda kronopark

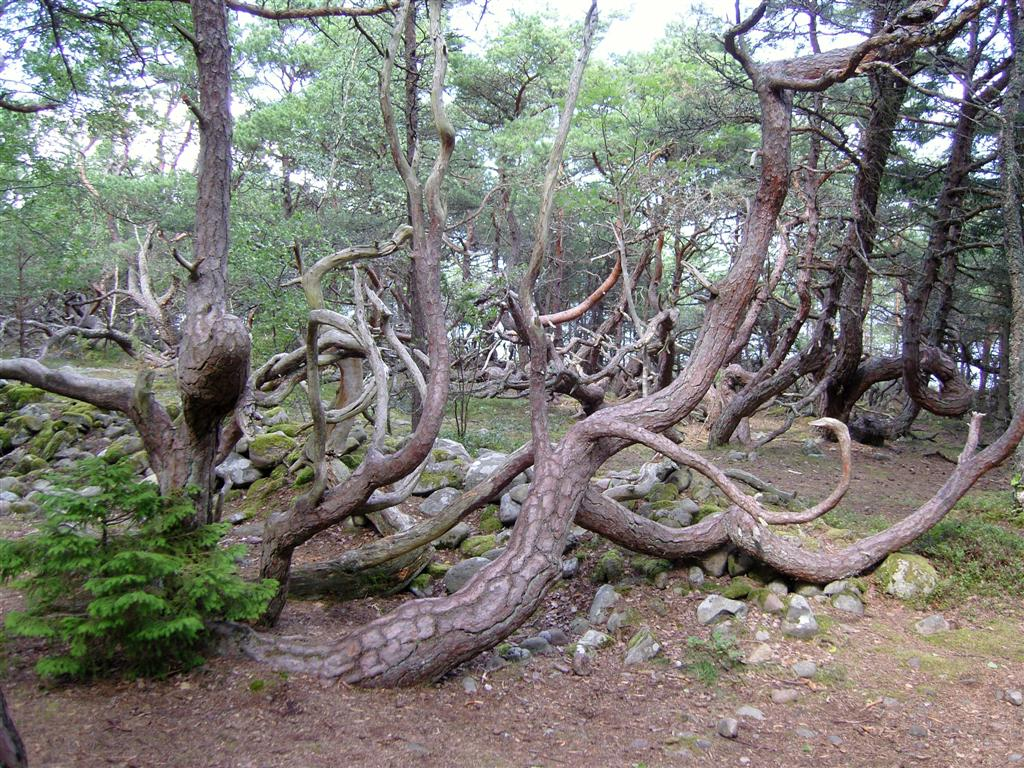
Vindpinade tallar med förvridna former i Trollskogen

Ekopark Böda  är en ekopark på norra Öland.
Kronoparken täcker en yta av omkring 6 000 hektar, huvudsakligen barrskog. I öster finns en tio kilometer lång sandstrand. I väster är landborgen mot Kalmarsund parkens gräns. Kronoparken tillhörde från början kungen och ägdes därefter under lång tid av Domänverket. Den nuvarande ägaren Sveaskog gjorde området till ekopark 2006. Vid Ölands nordöstra udde, inom kronoparken, finns Trollskogen, med vidpinade tallar och murgrönsomslingrade ekar. Museijärnvägen Böda Skogsjärnväg går mellan Trollskogen och Fagerrör.